# BS-3N
BS-3Nは、ゆり3号bの予備衛星として1994年7月9日にアリアン4ロケットにより打ち上げられた静止放送衛星である。ゆり3号系の世代だが、「ゆり」の日本名愛称では呼ばれなかった。
本衛星は1990年6月の日米衛星調達合意に基づき、1992年に日本の放送衛星としては初の国際競争入札が実施され、ゼネラル・エレクトリック(GE)社が落札した。
ゆり3号bの運用終了後はBSAT-1aの予備衛星となり、2007年の軌道外投棄により10年以上に渡る予備衛星としての任務を終えた。

## 運用史
- 1991年4月 - ロケット打ち上げ失敗によりBS-3Hを喪失。代替衛星の調査を開始[2]。
- 1992年
  - 1月 - 入札計画を官報に発表[3]。国際競争入札を実施。
  - 11月 - GE社と製造契約締結[2][4]。
- 1994年
  - 7月9日 - アリアン4ロケットにより打ち上げ。
  - 9月 - 通信・放送機構により管制開始[5]。
- 1997年6月30日 - ゆり3号bの姿勢異常（地球センサ―の不具合）によりBS-3Nに放送を切り替え。
- 1998年11月 - 放送衛星システム（B-SAT）に管制を引き渡し[6][7]。
- 2000年
  - 3月15日 - BSデジタル放送に備えた実験放送を開始[2][8][9][10]。
  - 9月1日 - 試験放送を開始（11月末まで）[11]。
- 2005年
  - 7月 - 運用終了[12]。
  - 11月9日 - BSAT-2a（BSAT-2c予備機）の一部不具合を受け、搭載中継器のB-SATへの賃貸を認可[13]。